# Nactus soniae
Espèce
Nactus soniae est une espèce de geckos de la famille des Gekkonidae.

## Répartition
Cette espèce est  endémique de La Réunion.

## Publication originale
- Arnold & Bour, 2008 : A new Nactus gecko (Gekkonidae) and a new Leiolopisma skink (Scincidae) from La Reunion, Indian Ocean, based on recent fossil remains and ancient DNA sequence. Zootaxa, n. 1705, p. 40-50.